# Olympische Sommerspiele 1896/Teilnehmer (Vereinigte Staaten)
| Silbermedaillen | Bronzemedaillen | 3. |
| --------------- | --------------- | -- |
| 11              | 7               | 2  |

Die Vereinigten Staaten von Amerika nahmen an den Olympischen Sommerspielen 1896 in Athen, Griechenland, mit einer Delegation von 14 Sportlern teil.

## Medaillengewinner

### Olympiasieger

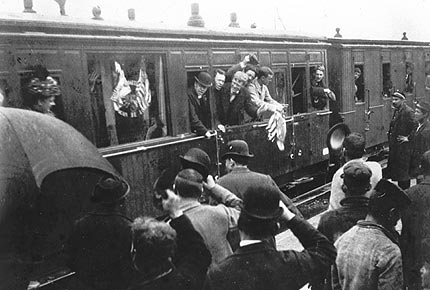
Das US-Team verlässt Athen.

| Medaille      | Name            | Sportart       | Wettkampf        | Datum     |
| ------------- | --------------- | -------------- | ---------------- | --------- |
| Olympiasieger | Thomas Burke    | Leichtathletik | 100 Meter        | 6. April  |
| Olympiasieger | Thomas Burke    | Leichtathletik | 400 Meter        | 7. April  |
| Olympiasieger | Thomas Curtis   | Leichtathletik | 110 Meter Hürden | 10. April |
| Olympiasieger | Ellery Clark    | Leichtathletik | Weitsprung       | 7. April  |
| Olympiasieger | Ellery Clark    | Leichtathletik | Hochsprung       | 10. April |
| Olympiasieger | James Connolly  | Leichtathletik | Dreisprung       | 6. April  |
| Zweiter       | James Connolly  | Leichtathletik | Hochsprung       | 10. April |
| Dritter       | James Connolly  | Leichtathletik | Weitsprung       | 7. April  |
| Olympiasieger | William Hoyt    | Leichtathletik | Stabhochsprung   | 10. April |
| Olympiasieger | Robert Garrett  | Leichtathletik | Diskuswurf       | 6. April  |
| Olympiasieger | Robert Garrett  | Leichtathletik | Kugelstoßen      | 7. April  |
| Zweiter       | Robert Garrett  | Leichtathletik | Weitsprung       | 7. April  |
| Zweiter       | Robert Garrett  | Leichtathletik | Hochsprung       | 10. April |
| Olympiasieger | John Paine      | Schießen       | Dienstrevolver   | 10. April |
| Olympiasieger | Sumner Paine    | Schießen       | Revolver         | 11. April |
| Zweiter       | Sumner Paine    | Schießen       | Dienstrevolver   | 10. April |
| Zweiter       | Herbert Jamison | Leichtathletik | 400 Meter        | 7. April  |
| Zweiter       | Arthur Blake    | Leichtathletik | 1500 Meter       | 7. April  |
| Zweiter       | Albert Tyler    | Leichtathletik | Stabhochsprung   | 10. April |
| Dritter       | Francis Lane    | Leichtathletik | 100 Meter        | 6. April  |

## Teilnehmer nach Sportarten

### Leichtathletik

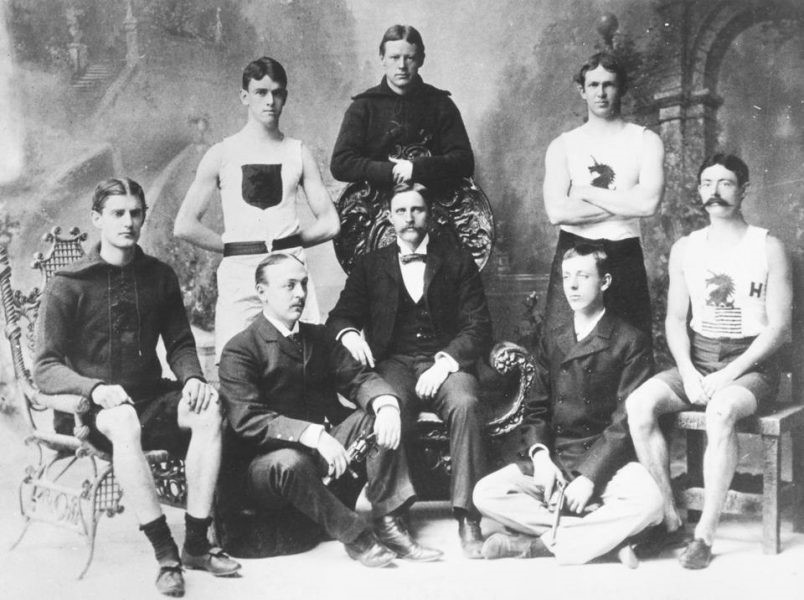
Das US-amerikanische Leichtathletikteam bei den Olympischen Spielen

| Athleten        | Wettbewerb   | Vorlauf     | Vorlauf | Finale      | Finale | Rang   |
| Athleten        | Wettbewerb   | Zeit        | Rang    | Zeit        | Rang   | Rang   |
| --------------- | ------------ | ----------- | ------- | ----------- | ------ | ------ |
| Männer          |              |             |         |             |        |        |
| Thomas Burke    | 100 m        | 11,8 s (OR) | 1       | 12,0 s      | 1      | Silber |
| Thomas Burke    | 400 m        | 58,4 s      | 1       | 54,2 s (OR) | 1      | Silber |
| Francis Lane    | 100 m        | 12,2 s (OR) | 1       | 12,6 s      | 3      | 3      |
| Thomas Curtis   | 100 m        | 12,2 s (OR) | 1       | DNS         | 6      | 6      |
| Thomas Curtis   | 110 m Hürden |             |         | 17,6 s (OR) | 1      | Silber |
| Herbert Jamison | 400 m        | 56,8 s (OR) | 1       | 55,2 s      | 2      | Bronze |

- Arthur Blake
1500 Meter: Zweiter 
Marathon: DNF[1]
- William Hoyt
110 Meter Hürden: Vorläufe
Stabhochsprung: Olympiasieger
- Ellery Clark
Hochsprung: Olympiasieger 
Weitsprung: Olympiasieger 
Kugelstoßen: ??
- Robert Garrett
Hochsprung: Zweiter 
Weitsprung: Zweiter 
Kugelstoßen: Olympiasieger 
Diskuswurf: Olympiasieger
- James Connolly
Hochsprung: Zweiter 
Weitsprung: Dritter Platz
Dreisprung: Olympiasieger
- Albert Tyler
Stabhochsprung: Zweiter

### Schießen
- Sumner Paine
Revolver (30 m): Olympiasieger 
Dienstrevolver (25 m): Zweiter
- John Paine
Dienstrevolver (25 m): Olympiasieger
- Charles Waldstein
Militärgewehr(200 m): ??

### Schwimmen
- Gardner Williams
100 Meter Freistil: DNF (Finale)[2]
1200 Meter Freistil: 4. Platz[3]